# Reay
Reay (Schots-Gaelisch: Ràth) is een dorp in het noorden van de Schotse lieutenancy Caithness in het raadsgebied Highland ongeveer 19 kilometer ten westen van Thurso en ongeveer 5 kilometer ten westen van Dounreay.

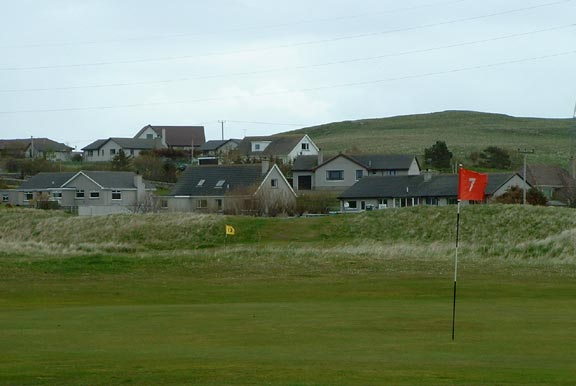
Reay
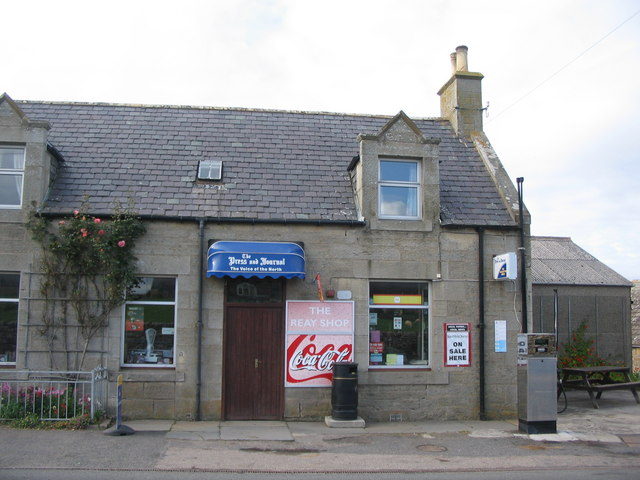
Winkel in Reay
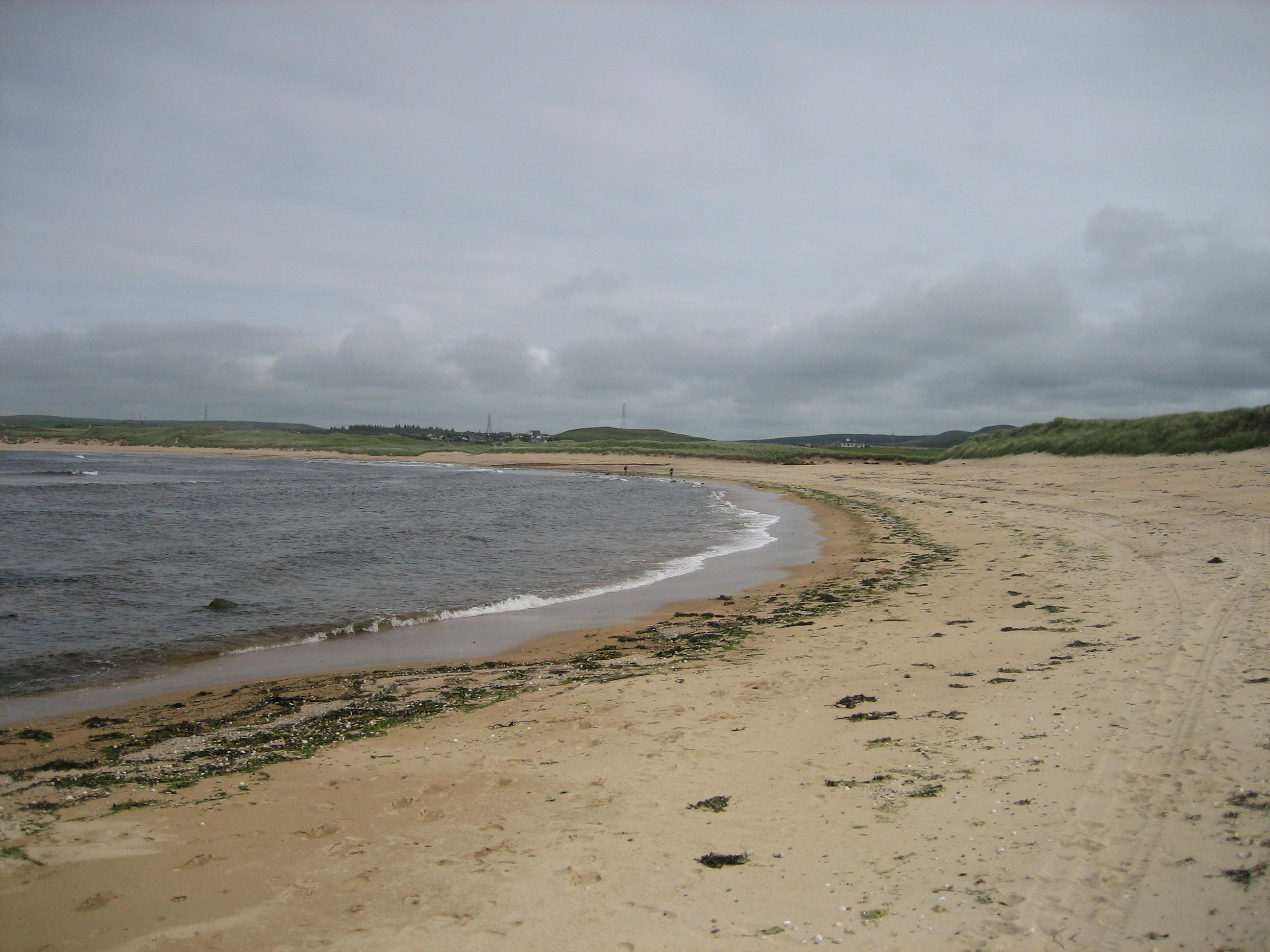
Strand bij Reay